# Ranguevaux
Ranguevaux è un comune francese di 791 abitanti situato nel dipartimento della Mosella nella regione del Grand Est.

## Storia

### Simboli
Una metà ricorda che Ranguevaux faceva parte del Ducato di Bar che aveva due barbi come simbolo, l'altra è l'emblema dell’abbazia di San Martino di Metz che percepiva parte delle decime.

## Società

### Evoluzione demografica
Abitanti censiti